# Comuna Lisove, Bar
Lisove (în ucraineană Лісове) este o comună în raionul Bar, regiunea Vinnița, Ucraina, formată din satele Lisove (reședința) și Polove.

## Demografie
Componența lingvistică a satului Lisove
     Ucraineană (99,37%)
     Alte limbi (0,5%)
Conform recensământului din 2001, majoritatea populației satului Lisove era vorbitoare de ucraineană (99,37%), existând în minoritate și vorbitori de alte limbi.